# Ciudad Bolívar
Ciudad Bolívar ist die Hauptstadt des Bundesstaates Bolívar in Venezuela mit einer Einwohnerzahl von 342.280 (Stand 2011).
Die Stadt wurde 1764 gegründet. Zunächst trug sie den Namen als Angostura. 1846 wurde sie zu Ehren des Freiheitskämpfers Simón Bolívar in Ciudad Bolívar umbenannt. Angostura war eine Zusammenziehung des vollständigen Namens Santo Tomé de Guayana en la Angostura del Orinoco, was auf Deutsch Sankt Thomas von Guyana an der Verengung des Orinocos heißt.
Die Stadt liegt an einer nur 700 Meter breiten Verengung des Orinoco. Im Jahr 1967 wurde unweit der Stadt die Puente de Angostura eröffnet, die erste Brücke über den Fluss. Ciudad Bolívars historisches Zentrum ist in einem sehr guten Erhaltungszustand, mit kolonialzeitlichen Gebäuden und einer Kathedrale an der Plaza Bolívar. Ihr Hafen am Orinoco ist wichtig für die östlichen Regionen Venezuelas. Als eines der Hauptwirtschaftszentren im Stromgebiet des Orinoco sind seine Hauptprodukte Gold, Eisenerz, Vieh, Tierhaut und seltene Hölzer.
Die Stadt schenkte ihren Namen dem „Angosturabaum“ (Angostura trifoliata Syn.: Cusparia febrifuga), der in der Region wächst. Die Rinde dieses Baums wurde traditionell als ein bitteres Tonic und Fiebermittel benutzt. Sie findet auch Verwendung in Nachahmerprodukten des Angosturabitters.
Im Jahr 1973 öffnete ein Museum für moderne Kunst, das von Carlos Raúl Villanueva geplant wurde und nach dem bekanntesten Sohn der Stadt, dem Skulpteur Jesús Rafael Soto, benannt wurde.

## Geschichte
Ciudad Bolívar wurde ursprünglich als Santo Tomé de Guayana von Antonio Berrío um 1595 an einer anderen Stelle als der heutigen gegründet. Die Stadt erduldete Änderungen während ihrer ganzen Geschichte, bis die Stadt 1764 zur schmalsten Stelle des Orinoco umzog und den Namen Santo Tomé de Guayana de la Angostura del Orinoco annahm. Dieser Umzug wurde von der spanischen Krone unterstützt, die die Erbauung der Kirche und der Regierungsgebäude finanzierte.
1800 wurde die Stadt von Alexander von Humboldt besichtigt, der sie als eine ruhige Stadt begrenzt von einem mächtigen Fluss und als einen der reichsten Plätze unter Berücksichtigung der natürlichen Ressourcen Venezuelas hielt. Die Verengung des Orinoco bei Ciudad Bolívar vergrößerte die strategische Bedeutung und machte Ciudad Bolívar zu einem der Schlüsselpunkte im Kampf um die Unabhängigkeit. Wegen ihrer geographischen Position stellte sie während des Freiheitskrieges einen nur sehr schwer zu erobernden Ort dar. Nach vielen Schlachten gelang es Simón Bolívar und Manuel Piar 1817 die spanischen Truppen zu besiegen, die Stadt - die sich kurz zuvor für unabhängig von der spanischen Krone erklärt hatte - zu erobern und die Provinz Guayana der Republik Venezuela anzugliedern, wobei Angostura zur provisorischen Hauptstadt des unabhängigen Venezuelas erklärt wurde. Am folgenden Tag wurde Piar geköpft.
Hier vereinten sich auch Britische Legionäre mit den Streitkräften Bolívars vor der Schlacht von Boyacá in den Anden, die die Unabhängigkeit Kolumbiens sicherte. 1819 erklärte Simón Bolívar im Kongress von Angostura offiziell die Unabhängigkeit Großkolumbiens von Spanien. Um an den Helden der Befreiungskriege zu erinnern wurde die Stadt 1846 in Ciudad Bolívar umbenannt.
Heute ist sie die Hauptstadt des Bundesstaates Bolívar, der über ein Viertel der Fläche Venezuelas ausmacht.
Die Einwohnerzahl betrug um 1820 etwa 10.000 und im Jahr 2000 312.691.

## Geographie
Ciudad Bolívar ist am südlichen Ufer des Orinoco, an einer schmalen Stelle des Flusses, 43 Meter über dem Meeresspiegel, gelegen. Die nördliche Begrenzung ist der Orinoco, während die westliche, die östliche und die südliche Begrenzung Gemeinden darstellen.

## Wirtschaft
Ciudad Bolívar ist eine von der Landwirtschaft und von der Viehzucht im kleinen Maßstab dominierte Region. Mais, Yucca, Mango, Süßkartoffel und Wassermelone sind charakteristische Produkte die in der Region kultiviert werden. Das Flussfischen wird im kleinen Maßstab betrieben, und der Tourismus, der den sekundären Sektor der Region nicht unerheblich stützt, ist von großer ökonomischer Bedeutung. Weiter in der Stadt beheimatete wirtschaftliche Aktivitäten sind der Kommerz, Dienstleistungen, Transport, Fast-Food-Ketten und Belieferer der nationalen und internationalen Industrien.

## Kultur
Ciudad Bolivars historische Altstadt ist eine große touristische Attraktion, die sich durch Häuser und öffentliche Gebäude aus der Kolonialzeit auszeichnet.
Das Jesús Soto Museum of Modern Art, benannt nach dem Skulpteur und Maler Jesús Rafael Soto, zeigt eine Sammlung moderner Arbeiten von venezolanischen und internationalen Künstlern.
Ciudad Bolívar ist der Geburtsort von Musikern wie Cheo Hurtado, Iván Pérez Rossi und Antonio Lauro. Es ist auch der Sitz von Gruppen wie Serenata Guayanesa und des Ensembles Orinoco. Hierbei dominieren folgende Musikrichtungen:
- Venezolanischer Waltzer
- Galerón
- Aguinaldo
- Merengue
- Joropo guayanés

## Söhne und Töchter der Stadt
- Else Wex-Cleemann (1890–1978), Malerin
- Ramón Lizardi (1909–1972), römisch-katholischer Geistlicher, Weihbischof in Caracas
- Guillermo Castillo Bustamante (1910–1974), Komponist und Pianist
- Constantino Maradei Donato (1915–1992), römisch-katholischer Geistlicher, Bischof von Barcelona
- Luz Machado (1916–1999), Autorin
- Antonio Lauro (1917–1986), Komponist und Gitarrist
- Jesús Rafael Soto (1923–2005), Maler, Bildhauer und kinetischer Künstler
- Alfonso Montes (* 1955), Komponist und Gitarrist
- Jeffrén Suárez (* 1988), Fußballspieler
- Diego Luna (* 2000), Fußballspieler

## Klima
Ciudad Bolívar liegt in den Tropen Südamerikas. Die durchschnittliche Jahrestemperatur beträgt 27,5 Grad Celsius und die mittlere jährliche Niederschlagsmenge 1029 Millimeter. In Ciudad Bolívar selbst gibt es eine Wetterstation.
|                       | Jan  | Feb  | Mär  | Apr  | Mai  | Jun  | Jul  | Aug  | Sep  | Okt  | Nov  | Dez  |   |      |
| Mittl. Tagesmax. (°C) | 32,3 | 33,2 | 34,3 | 35,0 | 34,4 | 32,7 | 32,4 | 32,9 | 33,6 | 33,6 | 33,4 | 32,5 | ⌀ | 33,4 |
| Mittl. Tagesmin. (°C) | 22,8 | 22,7 | 23,5 | 24,0 | 24,3 | 23,7 | 23,4 | 23,8 | 24,0 | 24,1 | 24,1 | 23,4 | ⌀ | 23,7 |
|                       |      |      |      |      |      |      |      |      |      |      |      |      |   |      |
| Niederschlag (mm)     | 34   | 14   | 12   | 35   | 125  | 147  | 171  | 189  | 98   | 91   | 56   | 42   | Σ | 1014 |
|                       |      |      |      |      |      |      |      |      |      |      |      |      |   |      |
| Sonnenstunden (h/d)   | 8,0  | 8,4  | 8,5  | 7,8  | 7,3  | 6,7  | 7,5  | 8,0  | 8,4  | 8,4  | 8,3  | 7,9  | ⌀ | 7,9  |
|                       |      |      |      |      |      |      |      |      |      |      |      |      |   |      |
| Regentage (d)         | 4    | 3    | 2    | 2    | 9    | 16   | 15   | 12   | 8    | 6    | 7    | 5    | Σ | 89   |
|                       |      |      |      |      |      |      |      |      |      |      |      |      |   |      |
| Luftfeuchtigkeit (%)  | 76   | 72   | 69   | 69   | 73   | 80   | 80   | 80   | 76   | 76   | 77   | 77   | ⌀ | 75,4 |

| 22,8 |

| 22,7 |

| 23,5 |

| 24,0 |

| 24,3 |

| 23,7 |

| 23,4 |

| 23,8 |

| 24,0 |

| 24,1 |

| 24,1 |

| 23,4 |

| 22,8 |

| 22,7 |

| 23,5 |

| 24,0 |

| 24,3 |

| 23,7 |

| 23,4 |

| 23,8 |

| 24,0 |

| 24,1 |

| 24,1 |

| 23,4 |